# Districtul Jászberény
Jászberény (în maghiară Jászberényi járás) este un district în județul Jász-Nagykun-Szolnok, Ungaria.
Districtul are o suprafață de 617,01 km2 și o populație de 50.928 locuitori (2013).